# جمال واتسون
جمال واتسون (بالإنجليزية: Jamal Watson)‏ هو كاتب مشهور وكاتب عمود تعرض أعماله بانتظام في متنوع : قضايا في التعليم العالي والجذور.
وفي عام 2001 أفاد واتسون أن الأستاذ بكلية الحقوق بجامعة هارفارد تشارلز أوجليتري والمحامي جوني كوركان يخططان لرفع دعوه نيابية عن أحفاد العبيد. .
كتب واتسون أيضاً لمجموعه متنوعة من المنشورات الأخرى بما في ذلك  Washington City و The Baltimore Sun و USA Today. وقد عمل في الهيئة التدريسية في الدراسات الأمريكية بجامعه ولاية نيويورك.
بصفته ناقدا غالبا ما يكون واتسون ضيفا على إذاعة WNYC، وهي إحدى الشركات التابعة للإذاعة الوطنية العامة. وقد ظهر في برنامج Handy and Columbus على قناة فوكس نيوز. وظهر أيضاً في كتاب ديكو مورس الأكثر مبيعاً كوندي ضد هيلاري،  وقد تم الاقتباس عنه في عدد قليل من الكتب والمنشورات. قيل إنه يكمل السيرة الذاتية للقسيس آل شاربتون والتي كانت من المقرر نشرها في خريف 2015.